# Lijst van gemeenten in het departement Haute-Vienne

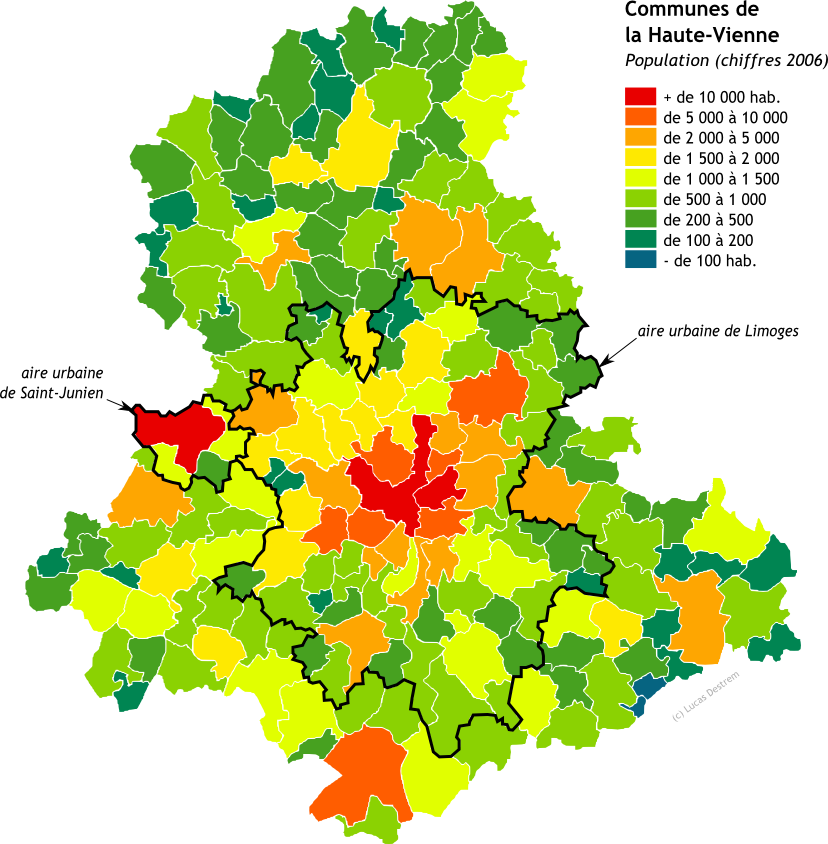
Bevolkingsdichtheid van de gemeenten in Haute-Vienne

Hieronder volgt een lijst van de 201 gemeenten (communes) in het Franse departement Haute-Vienne (departement 87).

## A
Aixe-sur-Vienne
- Ambazac
- Arnac-la-Poste
- Augne
- Aureil
- Azat-le-Ris

## B
Balledent
- La Bazeuge
- Beaumont-du-Lac
- Bellac
- Berneuil
- Bersac-sur-Rivalier
- Bessines-sur-Gartempe
- Beynac
- Les Billanges
- Blanzac
- Blond
- Boisseuil
- Bonnac-la-Côte
- Bosmie-l'Aiguille
- Breuilaufa
- Le Buis
- Bujaleuf
- Burgnac
- Bussière-Boffy
- Bussière-Galant
- Bussière-Poitevine

## C
Les Cars
- Chaillac-sur-Vienne
- Le Chalard
- Châlus
- Chamboret
- Champagnac-la-Rivière
- Champnétery
- Champsac
- La Chapelle-Montbrandeix
- Chaptelat
- Château-Chervix
- Châteauneuf-la-Forêt
- Châteauponsac
- Le Châtenet-en-Dognon
- Cheissoux
- Chéronnac
- Cieux
- Cognac-la-Forêt
- Compreignac
- Condat-sur-Vienne
- Coussac-Bonneval
- Couzeix
- La Croisille-sur-Briance
- La Croix-sur-Gartempe
- Cromac
- Cussac

## D
Darnac
- Dinsac
- Dompierre-les-Églises
- Domps
- Le Dorat
- Dournazac
- Droux

## E
Eybouleuf
- Eyjeaux
- Eymoutiers

## F
Feytiat
- Flavignac
- Folles
- Fromental

## G
Gajoubert
- La Geneytouse
- Glandon
- Glanges
- Gorre
- Les Grands-Chézeaux

## I
Isle

## J
Jabreilles-les-Bordes
- Janailhac
- Javerdat
- La Jonchère-Saint-Maurice
- Jouac
- Jourgnac

## L
Ladignac-le-Long
- Laurière
- Lavignac
- Limoges
- Linards
- Lussac-les-Églises

## M
Magnac-Bourg
- Magnac-Laval
- Mailhac-sur-Benaize
- Maisonnais-sur-Tardoire
- Marval
- Masléon
- Meilhac
- Meuzac
- La Meyze
- Mézières-sur-Issoire
- Moissannes
- Montrol-Sénard
- Mortemart

## N
Nantiat
- Nedde
- Neuvic-Entier
- Nexon
- Nieul
- Nouic

## O
Oradour-Saint-Genest
- Oradour-sur-Glane
- Oradour-sur-Vayres

## P
Pageas
- Le Palais-sur-Vienne
- Panazol
- Pensol
- Peyrat-de-Bellac
- Peyrat-le-Château
- Peyrilhac
- Pierre-Buffière
- La Porcherie

## R
Rancon
- Razès
- Rempnat
- Rilhac-Lastours
- Rilhac-Rancon
- Rochechouart
- La Roche-l'Abeille
- Roussac
- Royères
- Roziers-Saint-Georges

## S
Saillat-sur-Vienne
- Saint-Amand-le-Petit
- Saint-Amand-Magnazeix
- Sainte-Anne-Saint-Priest
- Saint-Auvent
- Saint-Barbant
- Saint-Bazile
- Saint-Bonnet-Briance
- Saint-Bonnet-de-Bellac
- Saint-Brice-sur-Vienne
- Saint-Cyr
- Saint-Denis-des-Murs
- Saint-Gence
- Saint-Genest-sur-Roselle
- Saint-Georges-les-Landes
- Saint-Germain-les-Belles
- Saint-Gilles-les-Forêts
- Saint-Hilaire-Bonneval
- Saint-Hilaire-la-Treille
- Saint-Hilaire-les-Places
- Saint-Jean-Ligoure
- Saint-Jouvent
- Saint-Julien-le-Petit
- Saint-Junien
- Saint-Junien-les-Combes
- Saint-Just-le-Martel
- Saint-Laurent-les-Églises
- Saint-Laurent-sur-Gorre
- Saint-Léger-la-Montagne
- Saint-Léger-Magnazeix
- Saint-Léonard-de-Noblat
- Sainte-Marie-de-Vaux
- Saint-Martial-sur-Isop
- Saint-Martin-de-Jussac
- Saint-Martin-le-Mault
- Saint-Martin-le-Vieux
- Saint-Martin-Terressus
- Saint-Mathieu
- Saint-Maurice-les-Brousses
- Saint-Méard
- Saint-Ouen-sur-Gartempe
- Saint-Pardoux
- Saint-Paul
- Saint-Priest-Ligoure
- Saint-Priest-sous-Aixe
- Saint-Priest-Taurion
- Saint-Sornin-la-Marche
- Saint-Sornin-Leulac
- Saint-Sulpice-Laurière
- Saint-Sulpice-les-Feuilles
- Saint-Sylvestre
- Saint-Symphorien-sur-Couze
- Saint-Victurnien
- Saint-Vitte-sur-Briance
- Saint-Yrieix-la-Perche
- Saint-Yrieix-sous-Aixe
- Les Salles-Lavauguyon
- Sauviat-sur-Vige
- Séreilhac
- Solignac
- Surdoux
- Sussac

## T
Tersannes
- Thiat
- Thouron

## V
Vaulry
- Vayres
- Verneuil-Moustiers
- Verneuil-sur-Vienne
- Veyrac
- Vicq-sur-Breuilh
- Videix
- Le Vigen
- Villefavard